# Harardheere
Koordinaten: 4° 39′ N, 47° 51′ O
Harardhere (auch Harardheere, Harardera, Xarardheere) ist eine kleine Ortschaft in Somalia in der Region Mudug, etwa 400 Kilometer nördlich der Hauptstadt Mogadischu. Die Entfernung zur Küste beträgt etwa 20 Kilometer.
Harardhere gelangte 2008 als mutmaßlicher Aufenthaltsort von Piraten in die Nachrichten. Die Hafenstadt Eyl ist etwa 430 Kilometer entfernt, Hobyo etwa 100 Kilometer.
Kämpfer der Hizb-el-Islam-Miliz eroberten am 3. und 4. Mai 2010 das Fischerdorf. Es gab keinen Kampf, da die Piraten am Morgen des 2. Mai 2010 Harardere verlassen hatten.
Die US-Streitkräfte führen am 12. Oktober 2018 mit Unterstützung der somalischen Regierung schwere Luftangriffe gegen die radikalislamische Al-Shabaab-Miliz in Harardheere durch und töten dabei nach eigenen Angaben rund 60 Kämpfer.